# Терехина, Валентина Юрьевна
Валенти́на Юрьевна Терехина (также известная как Сюзю́кина, 5 июня 2001 года, Красноярск) — российская дартсменка. Вице-чемпионка России по дартсу в дисциплине «американский крикет», победитель и призёр всероссийских соревнований. Многократная чемпионка России по дартсу среди инвалидов. Мастер спорта России.

## Биография
Родилась в Красноярске. С первого года жизни проживала в Чувашии. Переехала в Самару, где проживала с 4 до 8 лет. Потом вместе с семьёй переехала в посёлок Колышлей Пензенской области.
В детстве занималась настольным теннисом, но ушла из-за размолвок с тренером. Ради интереса попробовала себя в дартсе, занятия по которому проходили в соседнем зале у тренера Максима Спирягина. После нескольких тренировок Сюзюкина поняла, что ей нравится играть в дартс. Параллельно занималась спортивной ходьбой, сольфеджио и игрой на гитаре, а также ходила в художественное отделение школы искусств.
В 2016 году перенесла сложную операцию по коррекции сколиоза. Девушке в позвоночник вставили металлическую конструкцию. Пройдя реабилитацию, Валентина получила третью группу инвалидности. При этом она играла в дартс даже во время лечения, несмотря на запреты врачей.
В 2016 году дебютировала на всероссийских соревнованиях и с ходу взяла два третьих места. В 2018 году дошла до финала чемпионата России по американскому крикету, где проиграла Марине Кононовой из Ижевска, а также вместе с Майей Сидоровой заняла третье место на Кубке России в парном разряде
После окончания школы получила предложение играть за сборную Мордовии. Президент республиканской федерации дартса Владимир Гареев и директор спортивного клуба Мордовского государственного университета Михаил Морозов пообещали девушке помочь с получением высшего образования. Сюзюкина согласилась и переехала в Саранск. Во время учёбы приостановила дартс-карьеру на три месяца, но затем вернулась в спорт.
С 2024 года на внутрироссийском уровне представляет Чувашию.
Использует дротики Monster Wizard.

## Вне спорта
В седьмом классе увлеклась информационными технологиями. Окончила институт электроники и светотехники Мордовского государственного университета, получила специальность программиста. Подрабатывает созданием сайтов.

## Семья
Выросла в семье военного. По национальности — чувашка.
Мать становилась призёром областных соревнований по дартсу.

## Достижения

### Американский крикет
- Вице-чемпионка России (2018)

### Парные
- Бронзовый призёр Кубка России (2018)

### Первенство России
- Победитель первенства России (2018)
- Серебряный призер первенства России (2018)
- Бронзовый призер первенства России (две медали) (2017)